# 6 Voltios
6 Voltios of 6voltios is een punkrock band uit Lima, Peru. Ze spelen vooral covers van andere punkrock bands zoals NOFX en The Vandals, maar dan met Spaanse tekst.

## Discografie
- Desde el sótano (2002)
- Generación perdida (2003)
- Tan solo una vez más (2004)
- Día plástico (2005)
- Descompresión (2007)
- Fue Tan solo el comienzo (2010)